# Pulokerto
Pulokerto is een bestuurslaag in het regentschap Pasuruan van de provincie Oost-Java, Indonesië. Pulokerto telt 3108 inwoners (volkstelling 2010).